# Masayuki Kōno
Masayuki Kōno (河野 真幸, Kōno Masayuki) (né le 12 avril 1980 à Noboribetsu Préfecture de Hokkaidō) est un catcheur (lutteur professionnel) et pratiquant d'arts martiaux mixtes japonais qui travaille pour la Wrestle-1.
Il s'entraîne au dojo de l'All Japan Pro Wrestling (AJPW) et y fait ses débuts en tant que catcheur avant de devenir combattant d'arts martiaux mixtes principalement au sein de la Pancrase de 2005 à 2008. Il retourne à l'AJPW où il remporte le tournoi Real World Tag League 2010 avec KENSO puis en 2011 devient champion du monde par équipe AJPW avec Joe Doering. Il quitte cette fédération en 2013 et rejoint la Wrestle-1 (W-1) où il remporte le championnat de la W-1 ainsi que le championnat par équipe de la W-1 avec Shuji Kondo.

## Carrière de catcheur

### Débuts à l'All Japan Pro Wrestling (2003-2005)
Kōno rejoint le dojo de l'All Japan Pro Wrestling et fait son premier match le 28 mars 2003 où il perd face à Nobutaka Araya. Il reste dans cette fédération jusqu'en mai 2005 sans avoir le moindre match pour un des championnats de la fédération,,.

### Retour à l'All Japan Pro Wrestling (2009-2013)
Fin mars 2009, il reprend sa carrière de catcheur au Canada où il lutte dans diverses fédérations avant de retourner à l'All Japan Pro Wrestling le 17 mai où avec Keiji Mutō il bat Satoshi Kojima et Suwama,. Le 5 juillet, lui et Mutō affrontent Minoru Suzuki et Taiyo Kea dans un match où le championnat du monde par équipe AJPW de ces derniers est en jeu mais les champions conservent leur titre. En fin d'année, il fait équipe avec Suwama au cours du tournoi Real World Tag League où ils échouent en finale face à Keiji Mutō et Masakatsu Funaki le 6 décembre.
Au printemps 2010, il est un des participants du tournoi Champion Carnival où il se hisse en demi-finale et échoue face à Masakatsu Funaki le 11 avril,. Le 4 juillet, il perd face à Minoru Suzuki un match pour le championnat poids-lourds Triple Crown. Il intègre le clan Voodoo Murders et participe ensuite avec KENSO au tournoi Real World Tag League 2010 qu'ils remportent en battant Suwama et Ryota Hama en finale.
Le 3 janvier 2011, ils perdent contre Taiyo Kea et Akebono et ne remportent pas le championnat du monde par équipe AJPW.
Lors de Wrestle Kingdom VI in Tokyo Dome, lui et Masakatsu Funaki battent Yūji Nagata et Wataru Inoue.

### Wrestle-1 (2013-...)
Le 10 juillet 2013, il est annoncé à la Wrestle-1, la nouvelle fédération créée par Keiji Mutō,,. Lors du show inaugural du 8 septembre, lui et Masakatsu Funaki perdent contre Katsuyori Shibata et Kazushi Sakuraba. Après le match, il frappe Funaki avec une chaise et le tabasse avec l'aide de Kohei Sato et Ryoji Sai. Lors du deuxième show de la W-1, il bat Masakatsu Funaki avec l'aide de Sai et de Kazma Sakamoto. Les 3 forment le clan Desperado, ils sont rejoints par René Dupree en octobre.
Au début de l'année 2014, après que Desperado est échoué dans leur tentative de recruter Kai dans le groupe, Kono est entré en rivalité avec l'auto-proclamé "ace of Wrestle-1". Le 6 juillet, il bat Kai et force ce dernier à avoir la tête rasée dans un match où l'avenir de Desperado était en jeu. Le 21 septembre, il entre dans le tournoi pour déterminer le premier Champion de la Wrestle-1, en battant Jiro Kuroshio dans le premier tour.Le lendemain, il fait subir a Keiji Mutō sa première défaite depuis Mars 2012 en le soumettant dans un three-on-four handicap match, où lui, Kazma Sakamoto et Ryoji Sai affrontent Mutoh et le groupe Novus (Jiro Kuroshio, Koji Doi et Rionne Fujiwara). Le 23 septembre, il bat Yusuke Kodama pour avancer dans les demi - finales du Wrestle-1 Championship tournament. Le 8 octobre, il bat Masakatsu Funaki en demi finale après que Tajiri, le partenaire d'entraînement de Funaki se soit retourner contre lui et rejoint Desperado,. Plus tard ce même jour, Kono bat Kai pour remporter le tournoi et devenir le premier Wrestle-1 Champion,. Le 1er novembre, il perd le titre contre Keiji Mutō. Il participe ensuite au Tag League Greatest 2014 avec Tajiri, ou ils remportent quatre matchs pour zéro défaites, avançant jusqu'au demi finales. Le 30 novembre, ils sont éliminés du tournoi en demi - finale par Akira et Manabu Soya. Le 22 décembre, ils perdent contre Team 246 (Kaz Hayashi et Shūji Kondō) et ne remportent pas les Wrestle-1 Tag Team Championship.
Le 2 août, 2015, il se fait expulser de Desperado par le reste du groupe. il entre alors en rivalité contre Kazma Sakamoto avec pour enjeu les droits sur le nom Desperado. Le 6 septembre, il perd contre Kazma Sakamoto et Koji Doi dans un match handicap, lorsque son partenaire Nosawa Rongai se retourne contre lui et, en conséquence, il perd le nom Desperado contre le nouveau trio composé de Sakamoto, Doi et Nosawa. Le 9 octobre 2015, il forme un nouveau groupe avec Shūji Kondō, Hiroki Murase et Shotaro Ashino. Le 31 octobre, le groupe a été nommé TriggeR. Le 27 novembre, lui et Shūji Kondō battent Jun Kasai et Manabu Soya et remportent les Wrestle-1 Tag Team Championship.
Le 6 mars 2016, ils perdent les titres contre Real Desperado (Kazma Sakamoto et Yuji Hino). Le 2 novembre, il bat Daiki Inaba et remporte le Wrestle-1 Championship pour la deuxième fois. Le 9 décembre, il conserve le titre contre Jiro Kuroshio,. Le 20 mars 2017, il perd le titre contre Shotaro Ashino. Le 9 avril, lui, Kaz Hayashi et Shūji Kondō battent New Era (Daiki Inaba, Kohei Fujimura et Yusuke Kodama) et remportent les UWA World Trios Championship. Le 16 avril, ils perdent les titres contre New Era (Andy Wu, Koji Doi et Kumagoro). Le 19 avril, il bat Takanori Ito. Le 4 mai, lui et Takanori Ito battent Koji Doi et Kumagoro et remportent les Wrestle-1 Tag Team Championship.
Le 21 mars 2019, lui et Alejandro battent Kaz Hayashi et Pegaso Illuminar et remportent les vacants Wrestle-1 Tag Team Championship.

## Carrière de combattant d'arts martiaux mixtes
Il commence sa carrière de combattant d'arts martiaux mixtes le 10 juillet 2005 à Pancrase Spiral 5 où il soumet Yukio Kawabe (en) en effectuant une kimura. Il connait la défaite dès son deuxième combat le 2 octobre quand le russe Aslan Dzeboev le met K.O après quatre minutes de combat.
Le 2 mai 2006, il gagne par K.O technique face à l’azéri Teymur Aliyev et fait de même le 16 septembre face à Daniel Lyons,. Il connait à nouveau la défaite le 2 décembre quand Mu Bae Choi le fait abandonner après une arm triangle choke à la deuxième reprise.
Il enchaîne ensuite les défaites d'abord face à Tatsuya Mizuno (en) le 28 novembre 2007. Brad Morris le soumet ensuite après une série de coups de poing à la Warriors Realm Fighting Championship en Australie le 9 février 2008. Enfin, il revient à la Pancrase où Stanislav Nedkov (en) le met K.O le 7 décembre de cette même année.

## Palmarès

### En arts martiaux mixtes
| 8 combats      | 3 victoires | 5 défaites |
| Par KO         | 2           | 3          |
| Par soumission | 1           | 2          |
| Sur décision   | 0           | 0          |

| Résultat | Record | Adversaire            | Méthode                                   | Événement                 | Date              | Round | Temps | Lieu            | Notes                                                            |
| -------- | ------ | --------------------- | ----------------------------------------- | ------------------------- | ----------------- | ----- | ----- | --------------- | ---------------------------------------------------------------- |
| Défaite  | 3-5    | Stanislav Nedkov (en) | K.O technique (coups de poing)            | Pancrase - Shining 10     | 7 décembre 2008   | 1     | 1:35  | Tokyo, Japon    | Dernier combat en arts martiaux mixtes.                          |
| Défaite  | 3-4    | Brad Morris           | Soumission (coups de poing)               | WR 12 - Warriors Realm 12 | 9 février 2008    | 1     | 1:32  | Australie       | Premier et seul match à la Warriors Realm Fighting Championship. |
| Défaite  | 3-3    | Tatsuya Mizuno (en)   | K.O technique (coups de poing)            | Pancrase - Rising 9       | 28 novembre 2007  | 1     | 3:28  | Tokyo, Japon    |                                                                  |
| Défaite  | 3-2    | Mu Bae Choi           | Soumission technique (Arm triangle choke) | Pancrase - Blow 10        | 2 décembre 2006   | 2     | 1:36  | Tokyo, Japon    |                                                                  |
| Victoire | 3-1    | Daniel Lyons          | K.O technique (coups de poing)            | Pancrase - Blow 7         | 16 septembre 2006 | 1     | 3:46  | Tokyo, Japon    |                                                                  |
| Victoire | 2-1    | Teymur Aliyev         | K.O technique (coups de poing)            | Pancrase - Blow 4         | 2 mai 2006        | 1     | 4:09  | Tokyo, Japon    |                                                                  |
| Défaite  | 1-1    | Aslan Dzeboev         | K.O (coups de poing)                      | Pancrase - Spiral 8       | 2 octobre 2005    | 1     | 4:12  | Kanagawa, Japon | Première défaite.                                                |
| Victoire | 1-0    | Yukio Kawabe (en)     | Soumission (Kimura)                       | Pancrase - Spiral 5       | 10 juillet 2005   | 1     | 1:10  | Yokohama, Japon | Premier combat en Pancrase.                                      |

### En catch
- All Japan Pro Wrestling (AJPW)
  - 2 fois champion du monde par équipe AJPW avec Joe Doering (1) et Suwama (1)
  - Tournoi Real World Tag League 2010 avec KENSO

- Tenryu Project
  - 2 fois Tenryu Project Six Man Tag Team Championship avec Kenichiro Arai et Kohei Sato (1) et Kuma Arashi et Yusuke Kodama (1, actuel)[57]

- Wrestle-1 (W-1)
  - 2 fois champion de la W-1 (premier champion de cette fédération)
  - 3 fois champion par équipe de la W-1 avec Shūji Kondō (1), Takanori Ito (1) et Alejandro (1)
  - 1 fois UWA World Trios Championship avec Kaz Hayashi et Shūji Kondō
  - Wrestle-1 Championship Tournament (2014)